# Zeiraphera truncata
Zeiraphera truncata es una especie de lepidoptera. Esta fue descrita por primera vez por Toshio Oku en 1968. Pertenece al género Zeiraphera y a la familia Tortricidae.